# Blepephaeus nigrofasciatus
Blepephaeus nigrofasciatus là một loài bọ cánh cứng trong họ Cerambycidae.